# Flickan med vinglaset
Flickan med vinglaset är en oljemålning av Johannes Vermeer från 1659–60

## Beskrivning av målningen
Målningen visar tre personer i bildens mitt. En dam som sitter framför ett bord med ansiktet vänt mot betraktaren tar emot ett glas vin av en uppvaktande herre, som böjer sig fram mot henne. Vid sidan om, vid bordet med högra handen mot huvudet, sitter en andra mansperson med blicken bakom paret. På väggen bakom dem hänger ett holländskt mansporträtt, troligen från 1630-talet. På bordet finns ett vinkrus av fajans, en duk och ett silverfat med frukt.
Det blyinfattade fönstret på den vänstra väggen står öppet och släpper in ljus. På fönstret finns en glasmålning framträdande avbildad, vilken är vapenskölden för Janetge Vogel (- 1624) första maka till Moses van Nederveen, och boende vid Oude Kerk i Delft. Samma fönstermålning finns också på Vinglaset från 1658–60. Fönstermålningen visar en figur, som reprepresenterar Dygden.
Modellerna i Johannes Vermeers målningar har aldrig med säkerhet identifierats. Beträffande Vinglaset har experter gissat på Maria de Knuijt, som tillsammans med sin man Pieter van Ruijven var mecenat till Vermeer.

## Proveniens
Troligen ägdes målningen av Pieter van Ruijven i Delft till 1674 och därefter av hans änka Maria de Knuijt till 1681 och senare av Magdalena van Ruijven och Jacob Dissius 1681–82. Den senare ägde den tillsammans med sin far Alexander 1685–94, varefter målningen såldes i Amsterdam på auktion efter Jacob Dissius i maj 1696 till en okänd köpare. 
Den ägdes av Anton Ulrich, hertig av Braunschweig före 1710 och inlemmades 1714 i samlingarna i Herzog Anton Ulrich Museum i Braunschweig.

## Vinglas i Johannes Vermeers målningar

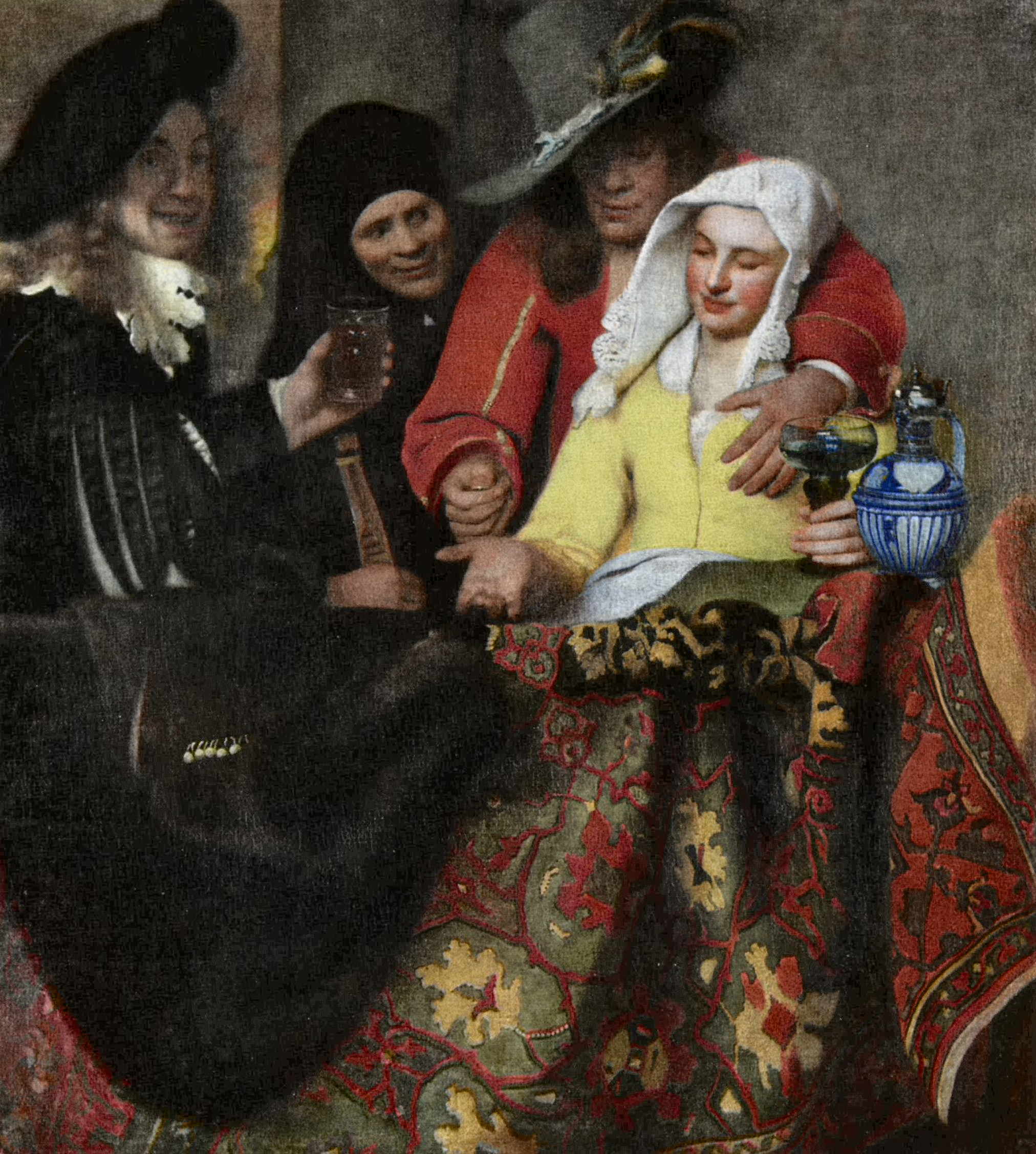
Kopplerskan 1656
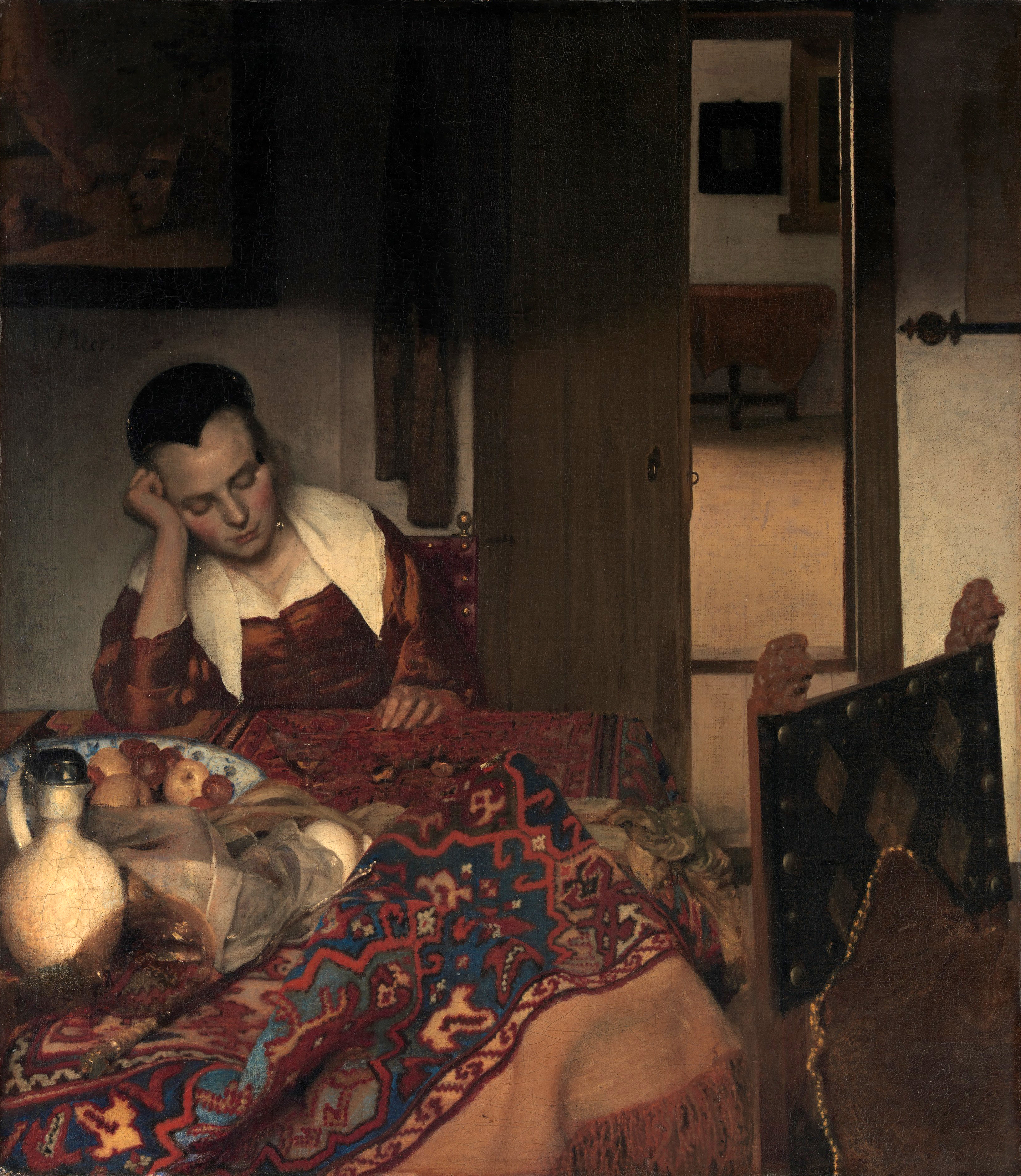
Sovande ung kvinna 1656–57
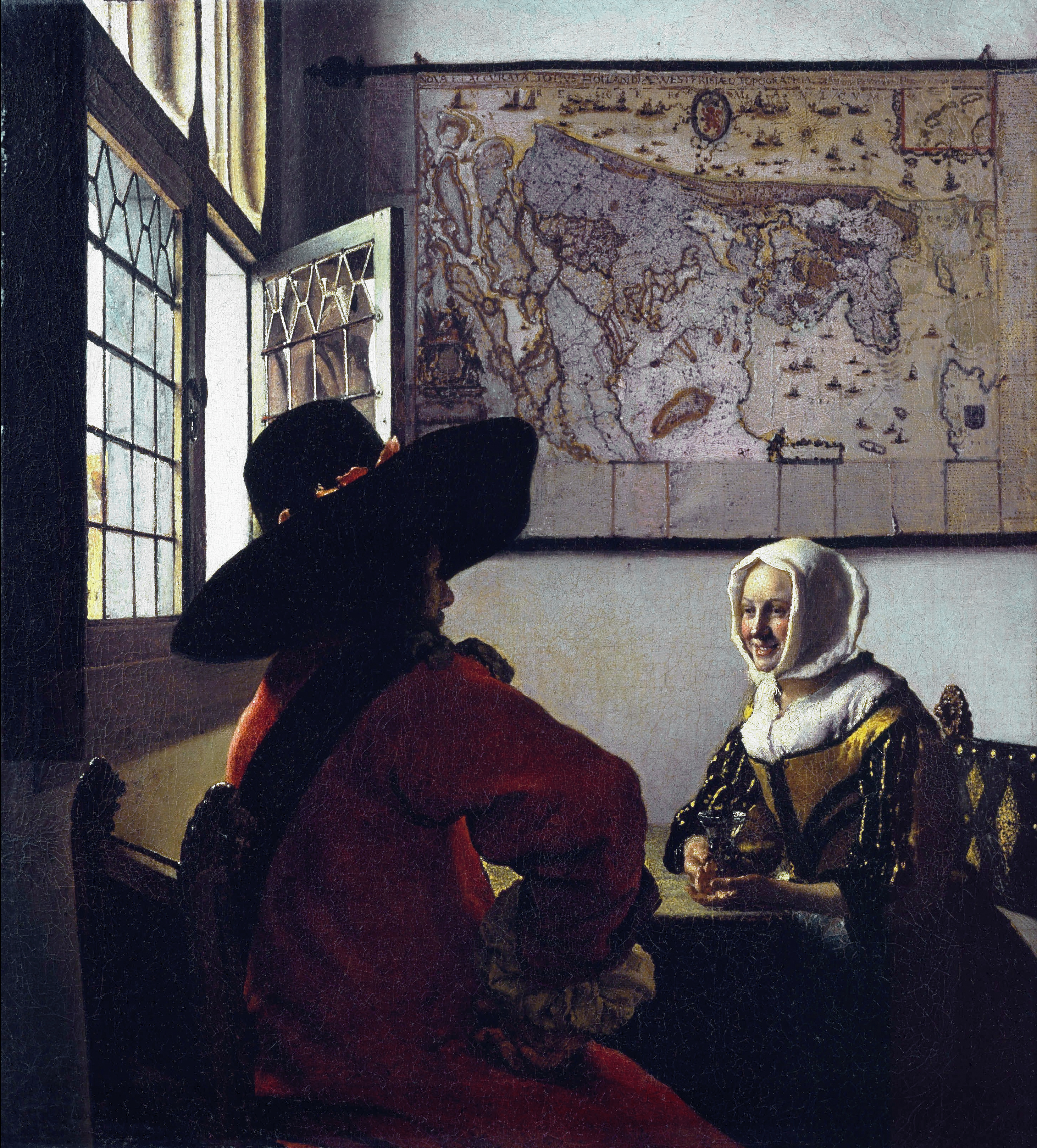
Officer och leende ung kvinna omkring 1657
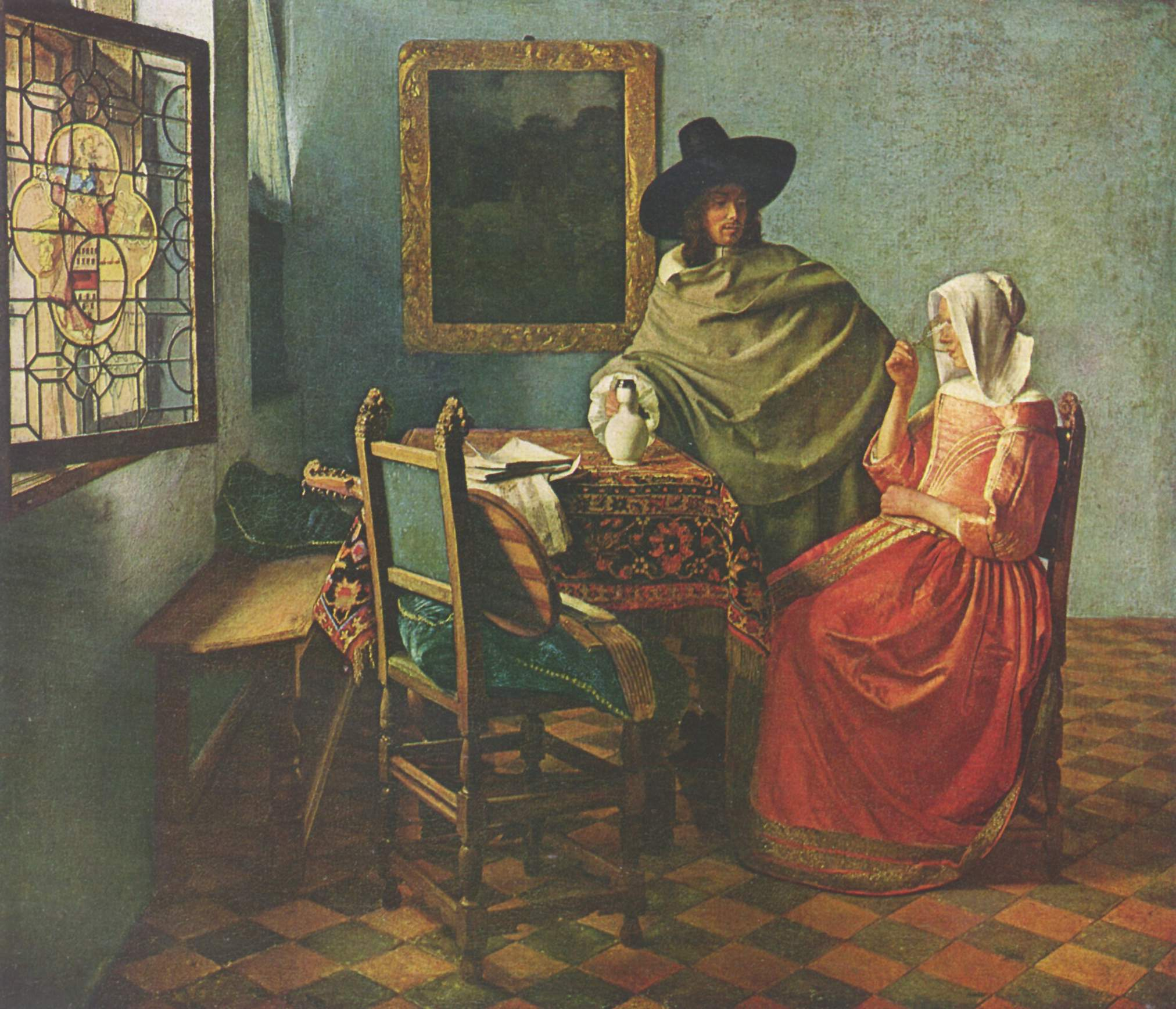
Vinglaset, 1658–60

## Andra samtida genremålningar med vinglas

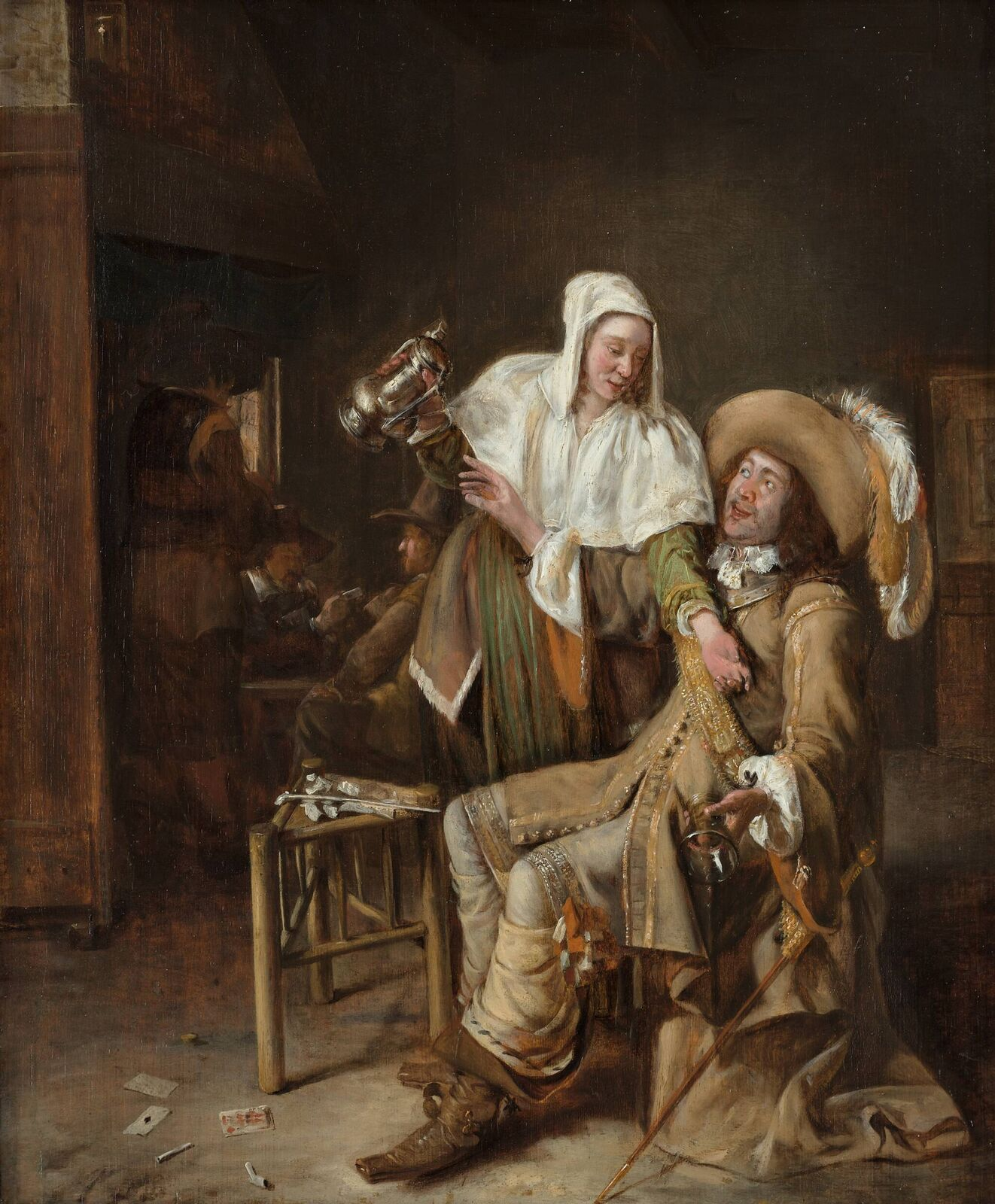
Det tomma glaset av Pieter de Hoogh, 1652
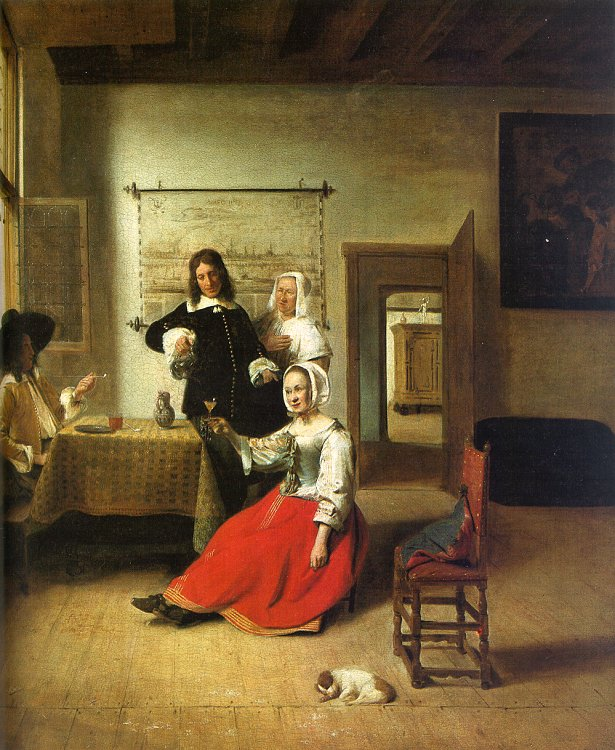
Kvinna som dricker med soldater av Pieter de Hoogh, 1658
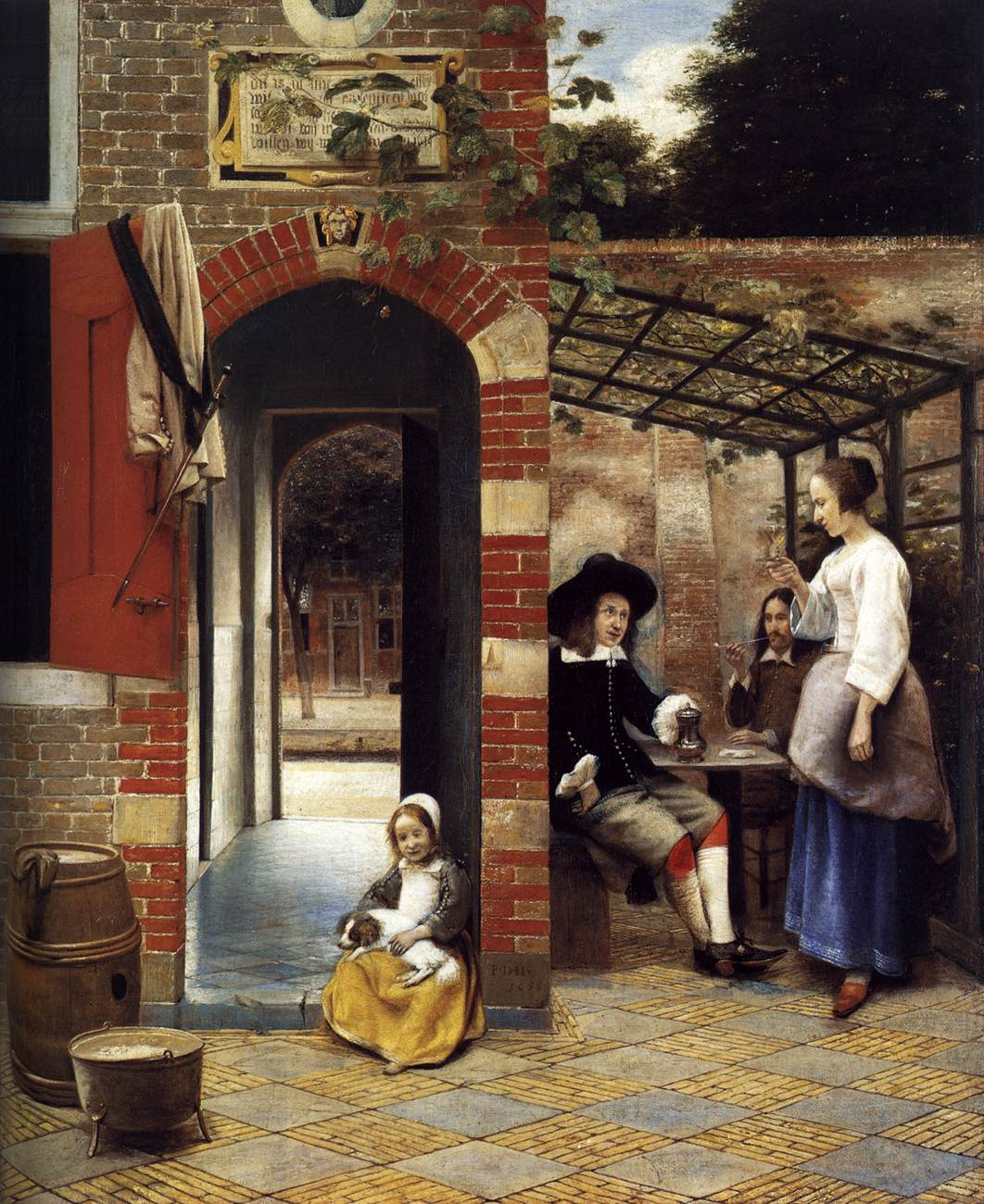
Sällskap som dricker på en gård av Pieter de Hoogh, 1658